# Яйлата (археологический заповедник)
Археологический заповедник «Яйла́та» — национальный археологический заповедник в Болгарии, расположенный в Добричской области, в 2 км к югу от села Камен Бряг и в 18 км к северо-востоку от Каварны на самой северной части болгарского побережья Чёрного моря. Это уникальная местность, сочетающая в себе свидетельства различных исторических эпох и удивительный природный ландшафт.

## История
Активные археологические раскопки на территории современного заповедника «Яйлата» начались только в 80-х годах XX века, хотя первые исследования пещер были произведены в 1890-х гг. основоположниками болгарской археологии — братьями Херманом Шкорпилом и Карелом Шкорпилом.
12 декабря 1987 г. решением Комитета по охране окружающей среды местность «Яйлата» стала историческим местом, в пределах которого запрещалась какая-либо хозяйственная и строительная деятельность, кроме археологических раскопок и консервационных и реставрационных работ. Статус археологического заповедника местность приобрела в 1989 г. В 2002 г. решением Министерства охраны окружающей среды и водных ресурсов Болгарии историческое место «Яйлата» было объявлено охраняемой территорией.
В дальнейшем большую роль в популяризации заповедника сыграло участие в 2010 г. в проекте, направленном на привлечение внимания к менее известным достопримечательностям Болгарии, где заповедник «Яйлата» стал одним из самых интересных культурных объектов Добричской области и попал в национальный туристический рейтинг. С тех пор в год заповедник посещают несколько сотен тысяч туристов.

## Описание
Заповедник представляет собой приморскую террасу площадью около 300 га, расположенную на скальном массиве, возвышающимся над морем примерно на 50-60 м. «Яйлата» является популярным экскурсионным маршрутом среди туристов со всего мира. Вдоль отвесных скал со стороны моря проложена туристическая тропа с несколькими обзорными площадками и наблюдательными вышками. Весной всю прилегающую к скалам степь покрывает ковер пионов, а в море можно увидеть множество дельфинов и редких видов рыб, что привлекает в эти места профессиональных дайверов.
Через «Яйлату» пролегает миграционный путь перелетных птиц под названием Виа Понтика, в силу чего заповедник является излюбленным местом орнитологов со всего мира, которые могут с этих возвышенностей наблюдать примерно за 70 % птиц европейского континента. На территории «Яйлаты» также зарегистрировано более 270 видов фауны.

## Археологические объекты
Уникален заповедник не только своей природой, но в первую очередь историческими находками, сделанными в этой местности археологами. На сравнительно небольшой территории открыты многочисленные археологические памятники, охватывающие различные исторические эпохи и культуры от глубокой древности до средневековья.

### Пещеры
Ученые нашли подтверждение тому, что данная территория была заселена уже несколько тысячелетий назад. Свидетельством этого является открытый археологами комплекс «пещерный город» из 101 пещеры, самые ранние следы жизни в которых датируются 5-м тыс. до н.э. Пещерный комплекс служит уникальным местом изучения быта и жизни людей на данной территории.
Археологические находки (керамика, оружие, монеты) подтверждают, что пещеры населялись фракийскими племенами, а позже использовались и в античности. Установлено, что назначение пещер было различное — они служили в качестве жилищ, как культовые постройки или места захоронения.
Остатки фресок указывают на то, что начиная с раннехристианского периода, здесь скрывались отшельники. По мнению ученых, в эпоху Средневековья вплоть до османского завоевания (XIV в.) пещеры современного заповедника представляли собой скальный монастырский комплекс. На их стенах сохранились древнеболгарские руны, кресты, фрагменты икон.
Пещеры расположены на нескольких уровнях крутых склонов, ограниченных территорией плато и морем. В настоящее время доступ возможен к десяти пещерам комплекса.

### Крепость
В северной части заповедника расположена небольшая крепость византийской эпохи (V—VI вв.), в которой частично сохранились четыре башни, руины ворот, а также остатки здания с элементами каменной лестницы, свидетельствующей о том, что оно было двухэтажным. Сохранились также элементы лестниц на внутренней стороне крепостных стен, позволявшие защитникам крепости быстро перемещаться между башнями. Крепостные стены имели ширину 2,6 м и общую длину около 130 м.Вероятно крепость существовала недолго, претерпев нападения славян и протоболгар, окончательно была заброшена около последней четверти VI в. и несколько веков пустовала. 
Следующее поселение (уже болгарское) вокруг крепости возникло только в IX в. Оно, как и большинство поселений области Добруджа, было разрушено печенегами в середине XI в.

### Гробницы
На территории заповедника открыто три некрополя, датируемые II—V вв. Всего захоронений насчитывается около 130. Гробницы были семейными, многие функционировали долгое время, в некоторых из них было найдено до пятнадцати скелетов. Большинство гробниц высечены в скалистом плато или на отвесных склонах, но есть и гробницы пещерного типа. По строению гробницы можно разделить на несколько типов:
- гробницы с преддверьем в виде шахты, из которого через прямоугольное отверстие можно попасть в погребальную камеру;

- гробницы с преддверьем в виде лестницы, которая ведет в хорошо оформленные погребальные камеры (зачастую с вырезанными нишами и каменными ложами), многие из них имеют выходы на поверхность, закрытые каменными плитами;

- простые вырезанные в скалах ниши прямоугольной или эллиптической формы (могилы);

- пещерные гробницы.

Большинство захоронений было разграблено еще в древнее время. Тем не менее, археологам удалось найти несколько не разграбленных гробниц, инвентарь которых состоял в большинстве своем из глиняных сосудов, бронзовых и железных пряжек, стеклянных бус, монет и т. д. Из сохранившегося внутреннего облика гробниц интерес представляет вырезанная в камере одной из гробниц стилизованная рельефная голова быка, что на данный момент является единственным подобным изображением, найденным в некрополе.

Вблизи одного из некрополей сохранилось вырезанное в скале святилище. Как и большинство погребальных сооружений, оно обращено к морю в сторону восхода солнца.
- Гробницы
- Лестница, ведущая в гробницу
- Остатки Византийской крепости